# Theodor-Heuss-Brücke (Mainz–Wiesbaden)
Die heutige Theodor-Heuss-Brücke verbindet über den Rhein die rheinland-pfälzische Landeshauptstadt Mainz mit dem Ortsbezirk Mainz-Kastel der hessischen Landeshauptstadt Wiesbaden.

## Technische Daten
Die Brücke besteht aus fünf zweigelenkigen Fachwerkbögen (Weiten der Bögen: 87,13 m – 98,96 m – 102,94 m – 98,96 m – 87,13 m). Diese spannen sich zwischen den beiden Brückenköpfen über vier Pfeiler aus Sandstein.

## Bau, Erweiterung und Sanierung der heutigen Rheinbrücke

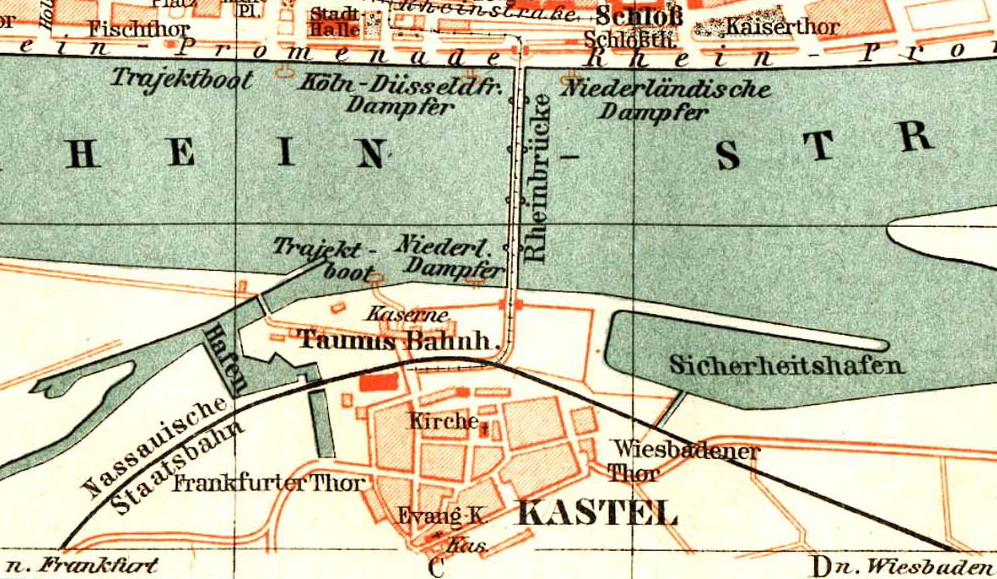
Die Rheinbrücke auf einem Stadtplan von 1893

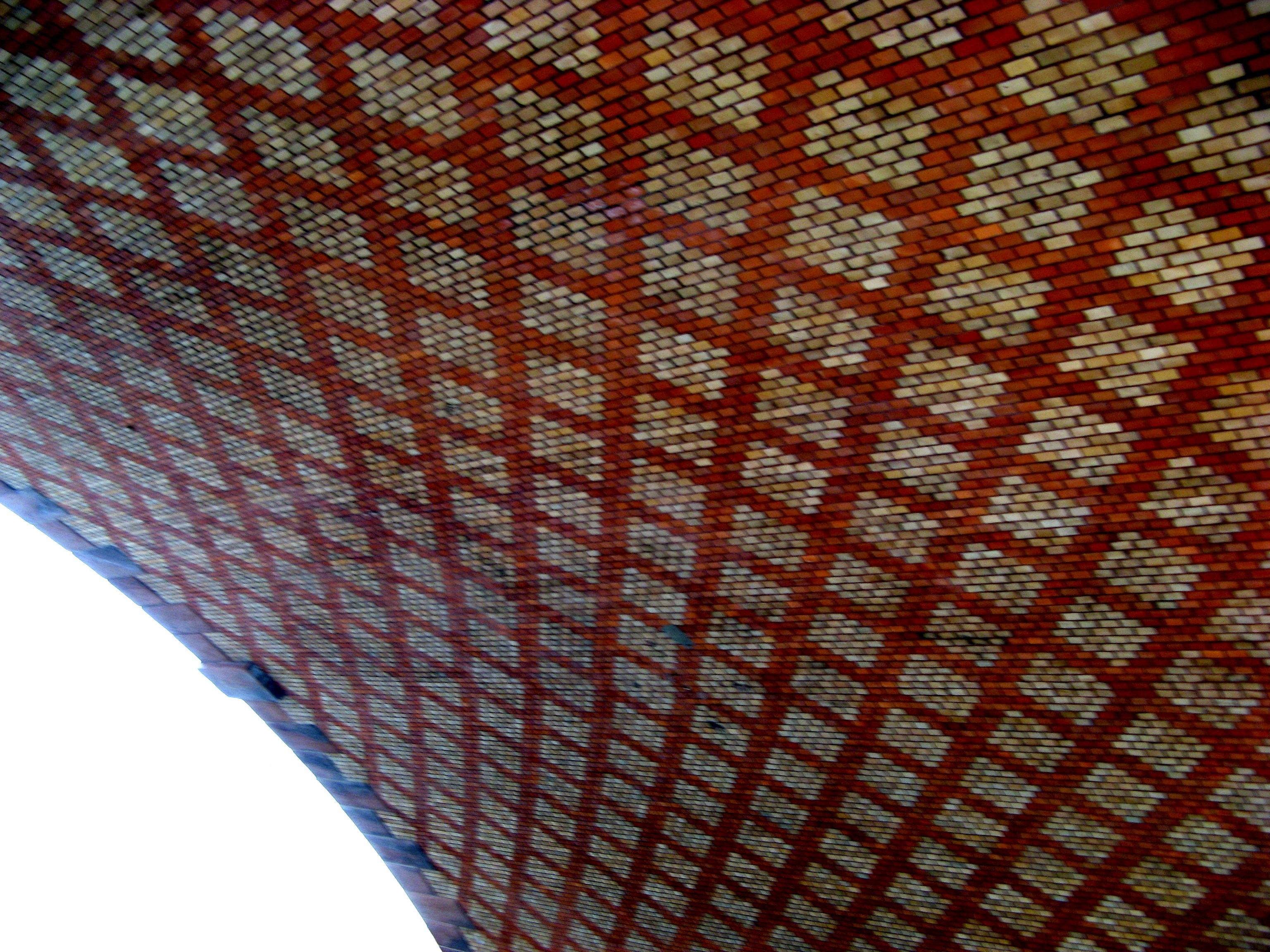
Theodor-Heuss-Brücke, Ansicht eines kunstvoll gemauerten Brückenbogens von unten

Im Jahr 1881 wurde ein Wettbewerb um Entwürfe für die Brücke veranstaltet, an dem sich Unternehmen mit Ingenieuren und Architekten beteiligten. Der Entwurf mit dem Kennwort Pons Palatinus wurde mit dem 1. Preis ausgezeichnet und 1882–1885 ohne wesentliche Änderungen durch seine Verfasser ausgeführt, die Bauunternehmung Philipp Holzmann & Cie. (Frankfurt am Main) und das Eisenbau-Unternehmen Gebr. Benckiser (Pforzheim) mit den Ingenieuren Wilhelm Lauter und Bernhard Bilfinger (Vater von Paul Bilfinger). Die architektonische Ausgestaltung stammte von Friedrich von Thiersch.
Bauherr war das Großherzogtum Hessen, zu dem Mainz, Kastel und die Provinz Rheinhessen bis 1945 gehörten. Die Baukosten wurden über eine Staatsanleihe aufgebracht. Sie betrugen 3,6 Millionen Mark und sollten innerhalb von drei Jahren durch das für die Benutzung erhobene Brückengeld (Fußgänger: 4 Pfennig, Fahrgast der Pferdebahn: 5 Pfennig, Schwein, Ziege: 1 Pfennig, Schüler: frei) refinanziert werden. Endgültig wurde das Brückengeld jedoch erst 1912 abgeschafft, also nach 27 Jahren. Am 30. Mai 1885 fand um 11 Uhr die feierliche Einweihung mit Setzung eines Schlusssteins statt, an der der Großherzog Ludwig IV. und weitere Angehörige des Fürstenhauses teilnahmen. Die Freigabe für den allgemeinen Verkehr erfolgte am nächsten Tag – damit genau drei Jahre nach dem Baubeginn.
1931 bis 1934 erfolgte eine Erweiterung (u. a. Verbreiterung von 13,80 m auf 18,80 m) durch die MAN. Dabei wurden auch die „Oktroihäuschen“, in denen bis 1912 das Brückengeld kassiert worden war, sowie die Lichtpylonen entfernt. Am 17. März 1945, kurz bevor die US-amerikanischen Truppen im Zweiten Weltkrieg die Stadt erreichten, wurde die Brücke von den sich zurückziehenden deutschen Truppen gesprengt.
Die US-Armee errichtete nach Einnahme der Stadt eine Pontonbrücke. Diese bestand vom 29. März 1945 bis 14. April 1945 und diente dem Vorrücken der US-amerikanischen Truppen. Als Ersatz für die zerstörte Straßenbrücke diente von 1946 bis 1950 die Alexander-M.-Patch-Brücke in Verlängerung der Kaiserstraße, die erst 1963 wieder abgebaut wurde. Umgangssprachlich wurde sie von der Mainzer Bevölkerung nach dem Befehlshaber der 3. US-Armee, George S. Patton, „Pätten Brigg“ genannt.
Die Wiedererrichtung der Straßenbrücke erfolgte durch das MAN-Werk Gustavsburg von 1948 bis 1950. Am 15. Mai 1950 wurde die Brücke im Beisein des ersten Bundespräsidenten der Bundesrepublik Deutschland, Theodor Heuss, in Betrieb genommen, dessen Namen sie heute trägt.
Zwischen 1992 und 1995 wurde das Bauwerk in allen Teilen umfassend erneuert. Dabei wurden die schmiedeeisernen Bögen gegen Bögen aus Stahl ausgetauscht. Daran waren folgende Unternehmen beteiligt: Stahlbau Lavis, Thyssen Engineering GmbH (Werk Klönne, Dortmund) und Voest-Alpine MCE (Linz). Neben den notwendigen technischen bzw. konstruktiven Erneuerungen wurden bei dieser Generalsanierung auch die Belange der Denkmalpflege berücksichtigt durch den Versuch, den ursprünglichen Charakter der Brücke zu erhalten bzw. wiederherzustellen. Die Sanierungskosten betrugen 139,5 Millionen DM, nach heutiger Kaufkraft ca. 119,7 Millionen Euro.
Ein neues Kettengeländer, das Straße und Fußgängerwege trennte, wurde nach einem Unfall, bei dem ein Fahrradfahrer tödlich verunglückte, wieder entfernt. 
Die Theodor-Heuss-Brücke ist Bestandteil der Bundesstraße 40. Nach dem Bundesfernstraßengesetz (§ 5) obliegt die Straßenbaulast den Städten Mainz und Wiesbaden, da die maßgebliche Zahl von 80.000 Einwohnern von beiden Städten überschritten wird. Daher haben beide Städte einen Vertrag mit dem Wiesbadener Amt für Straßen- und Verkehrswesen zur Bewirtschaftung abgeschlossen. Die anfallenden Unterhaltskosten werden zu 62,8 % von Wiesbaden und zu 37,2 % von Mainz getragen, da die Brücke zu zwei Dritteln zu Wiesbaden und zu einem Drittel zu Mainz gehört. Die Brücke wird nach DIN 1076 überprüft.
Der höchste Punkt der Fahrbahndecke befindet sich auf 100,25 Metern über Normalnull und ist damit beim Gutenberg-Marathon die höchste Erhebung, die überwunden werden muss.

## Verkehrsführung
Die Theodor-Heuss-Brücke ist die einzige direkte Straßenbrückenverbindung zwischen den beiden Landeshauptstädten, die nicht Bestandteil einer Autobahn ist. Sie ist vierstreifig ausgebaut und besitzt auf beiden Seiten gemeinsame Geh- und Radwege. Für den Schwerlastverkehr ab 7,5 t ist sie, von Ausnahmen abgesehen, allerdings seit den 1990er-Jahren gesperrt, so dass die Brücke heute hauptsächlich von Autos und Bussen sowie im öffentlichen Personen-Nahverkehr benutzt wird.
Die Bebauung auf Mainzer Seite ist der Grund dafür, dass die Verkehrsführung hier ungewöhnlich ausfällt. Eine Lösung wie auf Kasteler Seite, wo ein großräumiger Hochkreisel den an- und abfahrenden Verkehr der Brücke regelt, ist auf der linken Rheinseite nicht möglich, da die Gebäude der rheinland-pfälzischen Landesregierung zu dicht am Fluss liegen. In Fahrtrichtung Mainz entsteht dadurch der Eindruck, direkt in das Gebäude hineinzufahren.
Die Abfahrt von der Brücke führt nach Nordwesten Richtung Neustadt, nach Südosten in Richtung Altstadt und Weisenau müssen die Fahrzeuge nach der Abfahrt eine 180°-Wende vollziehen. Der Verkehr aus Mainz wird von Südosten her auf die Brücke geleitet, dabei müssen Fahrzeuge aus Nordwesten zuerst an der Brücke vorbei und dann nach einer 180°-Wende auf die Brücke fahren. Aus Richtung Südosten von der Rheinstraße führt die rechte Fahrspur unter der Brücke hindurch geradeaus, zur Auffahrt auf die Brücke muss die linke Spur gewählt werden.
Auf der Kasteler Seite sind gleich drei Zubringerstraßen angeschlossen, so dass hier am 7. Juli 1960 mit dem „Hochkreisel“ eine leistungsfähige Anbindung geschaffen wurde, die zugleich auch die dort verlaufende Eisenbahnstrecke überquert.
Bis in die 1950er Jahre querten die Straßenbahnen der Mainzer und Wiesbadener Verkehrsbetriebe noch die Brücke. Es fuhren fünf Linien im 15-Minuten-Takt, so dass pro Richtung im Durchschnitt alle drei Minuten eine Fahrt stattfand. Es waren die Linien:
- 2 Universität–Kastel Bahnhof
- 6 Mainz Hbf–Wiesbaden (alte) Hauptpost (heute Rhein-Main-Hallen)
- 7 Mombach–Kostheim Ort
- 8 Bretzenheim–Kostheim Siedlung
- 9 Mainz Hbf–Schierstein

Neben der Theodor-Heuss-Brücke gibt es im Raum Mainz-Wiesbaden noch die beiden Autobahnbrücken der A 60 (Weisenauer Brücke) und der A 643 (Schiersteiner Brücke) sowie für den Bahnverkehr die Kaiserbrücke und die Südbrücke. Neben der Theodor-Heuss-Brücke verbinden nur die Schiersteiner und die Kaiserbrücke Wiesbaden und Mainz unmittelbar, während die Weisenauer Brücke und die Südbrücke auf hessischer Seite südlich des Mains im Bereich der Stadt Ginsheim-Gustavsburg beginnen bzw. enden. Die nächsten Rheinbrücken befinden sich rheinaufwärts bei Worms und rheinabwärts bei Koblenz.

## Historische Vorgänger

### Römische Brücken
Hauptartikel: Römerbrücke (Mainz)
Die Römer hatten mit dem Castellum auf der rechten Rheinseite einen Brückenkopf errichtet. Zunächst wurde in den ersten Jahren der Offensive eine Pontonbrücke hergestellt. Etwa im Jahre 27 nach Christus löste eine feste Brücke diesen Vorläufer ab. Diese bestand aus mindestens 21 Steinpfeilern von 18 Metern Länge und 7 Metern Breite und besaß eine 12 Meter breite mehrspurige Fahrbahn.
Die Reste dieser römischen Rheinbrücke, die oberhalb der heutigen Theodor-Heuss-Brücke stand, sind Beleg für die hohe Ingenieurkunst der Römer. Ihre Stützpfeiler wurden aus großen Steinquadern zusammengesetzt. Diese saßen auf in den Flussgrund gerammten Eichenpfählen, die mit eisernen Pfahlschuhen verstärkt waren.
Eine Vorstellung von der ersten festen Rheinbrücke vermittelt zurzeit nur ein Bronzerelief an der Theodor-Heuss-Brücke, etwa 100 Meter flussaufwärts vom eigentlichen Standort entfernt.

### Frühmittelalterliche Holzbrücke
Hauptartikel: Rheinbrücke Karls des Großen
Um das Jahr 813 unter Karl dem Großen war erneut eine feste Brücke zwischen Mainz und Kastel erbaut worden. Diese brannte aber ab, wobei die Quellen nicht ganz einig sind, ob dies kurz nach der Eröffnung oder in der Nacht vor der Eröffnung geschah.

### Neuzeit
Bis zur Errichtung der Theodor-Heuss-Brücke bestand seit 1661 eine Schiffbrücke über den Rhein. Der zunehmende Schiffsverkehr auf dem Rhein erforderte die Ablösung dieser Konstruktion, was zum Bau der Brücke führte.

## Bildergalerie

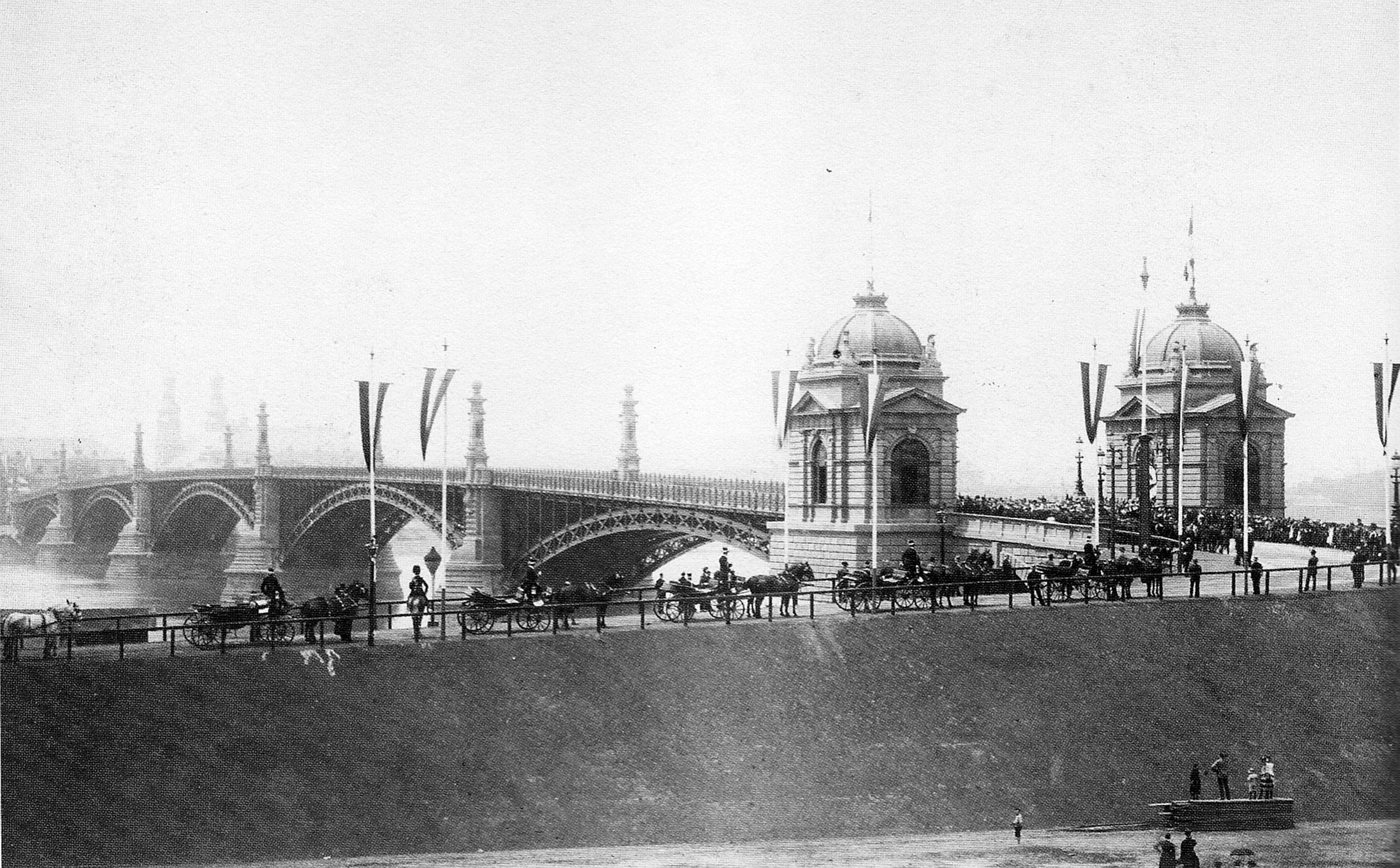
Die Brücke am Eröffnungstag 1885
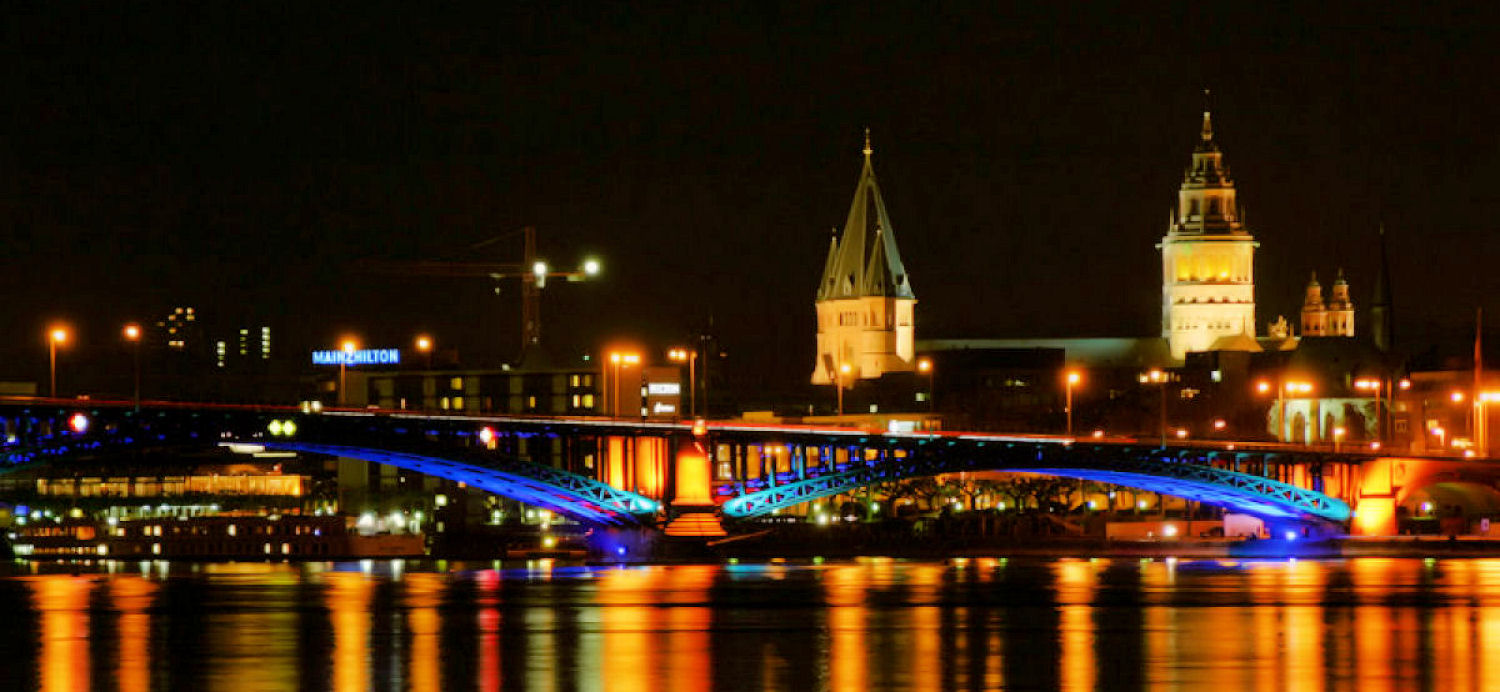
Illumination bei der Luminale 2006
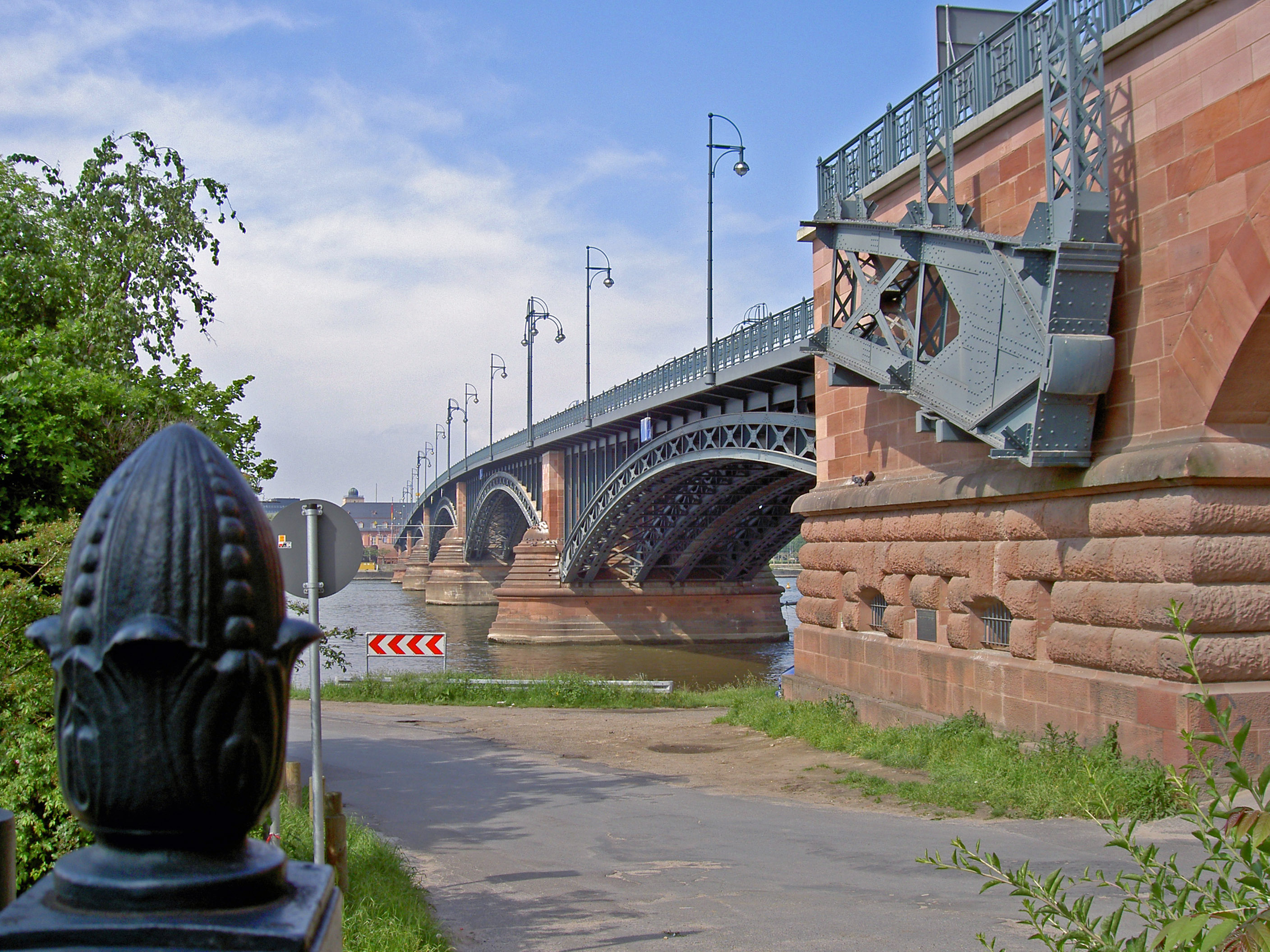
Blick vom unteren Brückenkopf in Kastel.
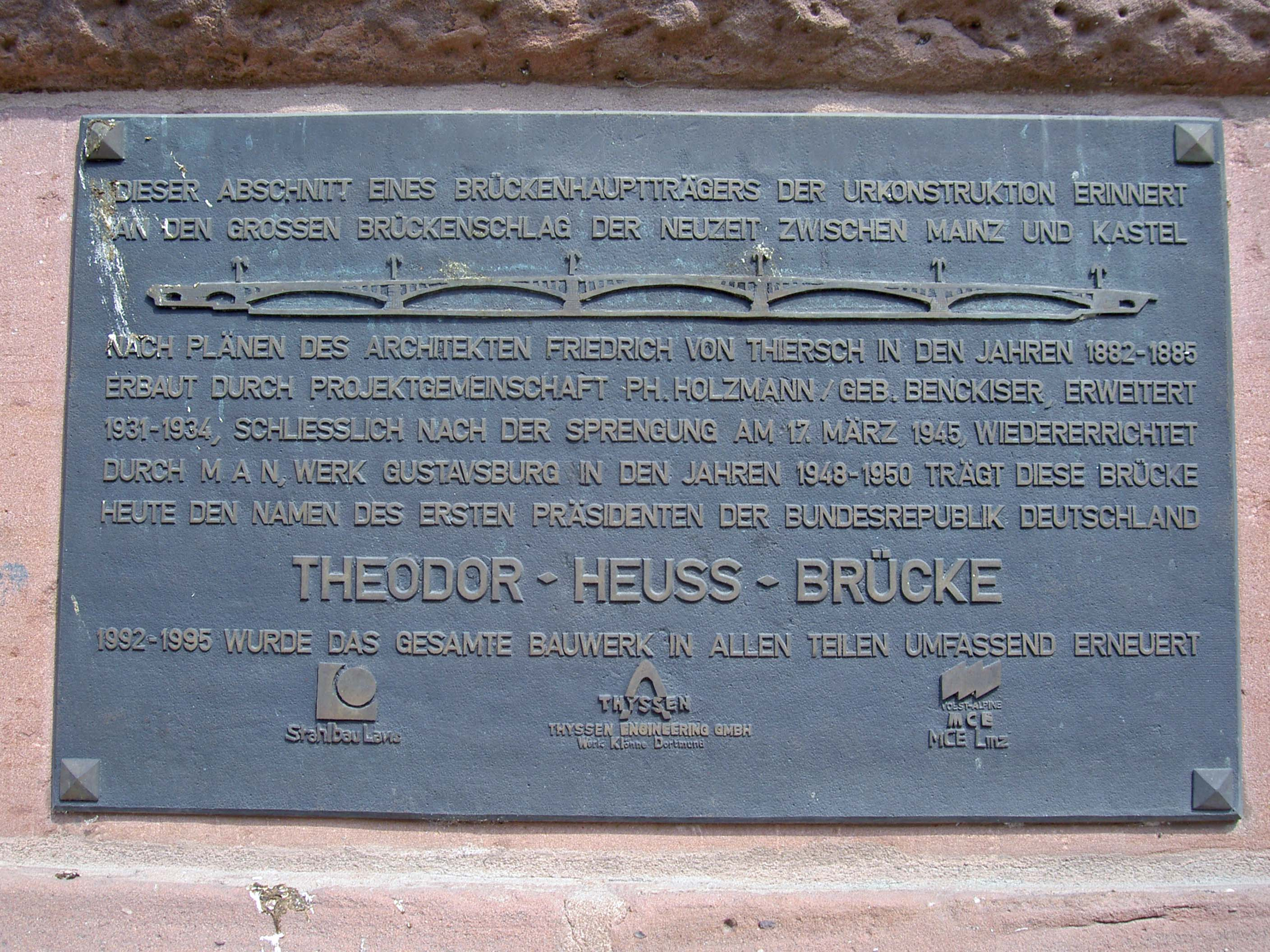
Tafel, die an den Bau und die Renovierung der Brücke erinnert.
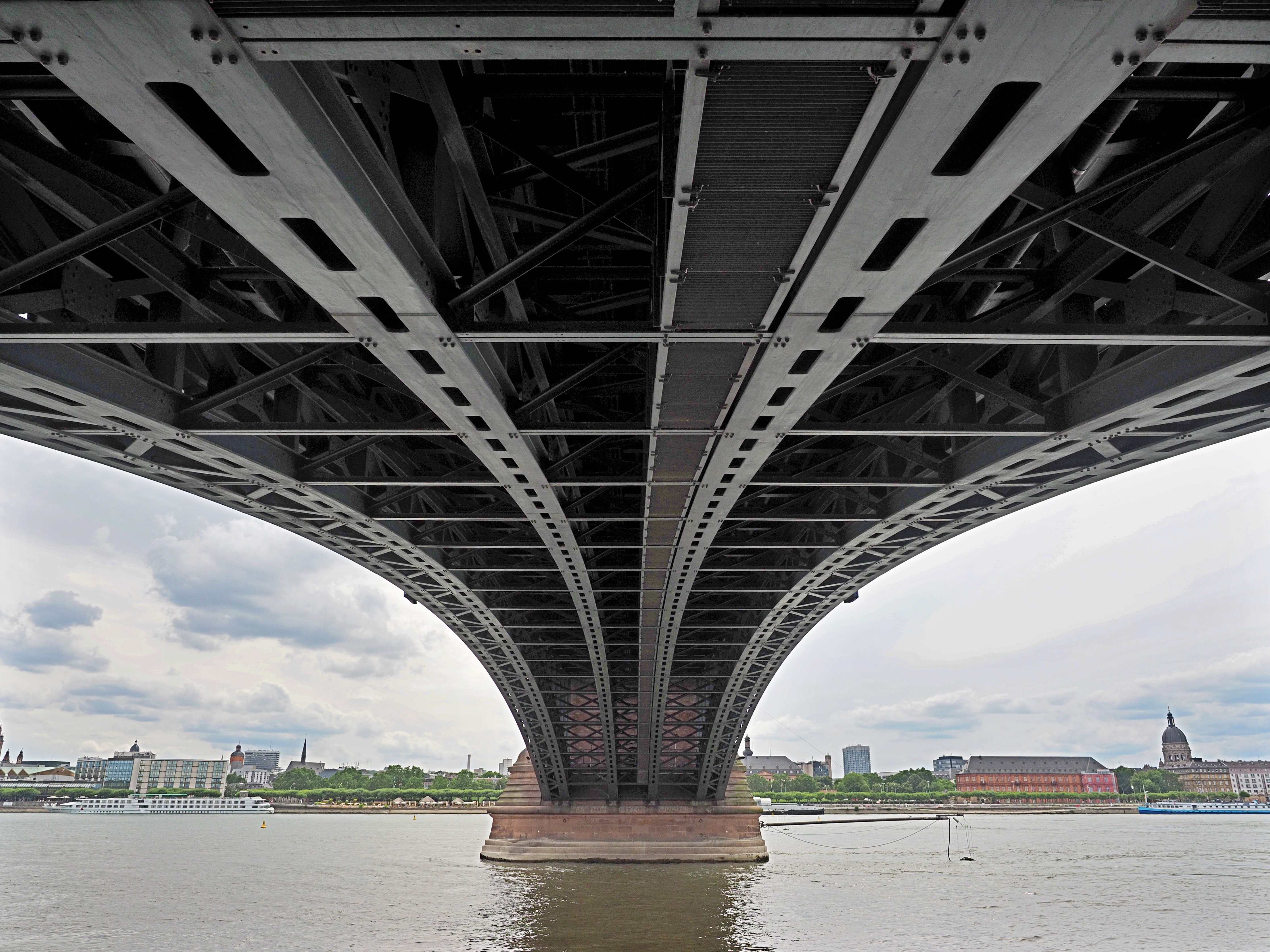
Blick in die Stahlkonstruktion am Kasteler Brückenkopf
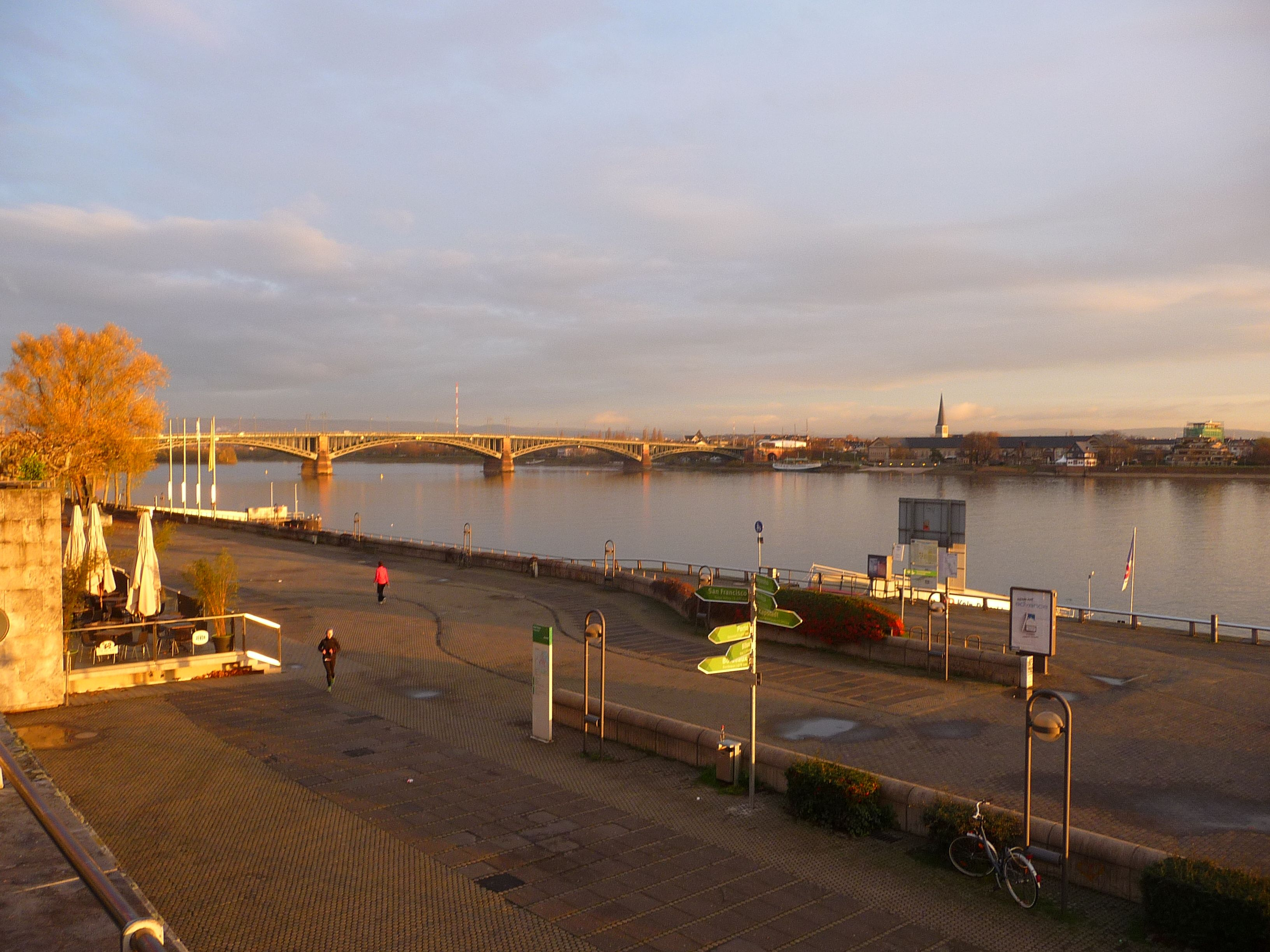
Theodor-Heuss-Brücke am Morgen von Mainz aus fotografiert

## Temporäre Veranstaltungen und Installationen
Für Filmaufnahmen zu „Das Mainz Lied“ des SWF von Lars Reichow am Klavier wurde die Brücke an einem Morgen des Jahres 1997 komplett gesperrt.
Vom 22. bis 23. April 2006 fand im Rahmen der Luminale die Illumination der Theodor-Heuss-Brücke statt. Dabei wurden an der Unterseite der Brücke verschiedenfarbige Lampen angebracht, die die Brückenkonstruktion in einem anderen Licht erscheinen ließen.